# Progona venata
Progona venata là một loài bướm đêm thuộc phân họ Arctiinae, họ Erebidae.